# Данче
Данче су једна од најстаријих плажа у Дубровнику.
Смештене су испод манастира са црквом свете Марије, испод парка Градац, око двеста метара удаљене од старог градског језгра.
Плажа је стеновита, а море је дубоко и чисто и за нијансу хладније него на другим плажама.
Плажа Данче се пружа према отвореном мору, није заклоњена од таласа у ветровитим данима када дувају југо и маестрал, па се не пропоручује деци или слабијим и неискусним пливачима.

## Црква свете Марије на Данчама
Црква св. Марије на Данчама је заветна дубровачка црква, у којој се налазе вредна уметничка дела. Пуни назив је Црква свете Марије од милости.
Почетком 15. века, ту је био први карантин (лазарети) на свету.
У цркви свете Марије, која је саграђена 1457. године, налазе се слике дубровачких старих мајстора: „Полиптих“ Ловре Добричевића на главном олтару и „Полиптих "Николе Божидаревића. Крај цркве је манастир и остаци лазарета. Према старом обичају, монахиње из манастира поздрављају махањем и звоњењем, бродове који пролазе. Године 2007. у Дубровнику, свечано је прослављено 550 година постојања цркве.

## Ватерполо
Плажа Данче је, уз стару градску луку, колевка дубровачког ватерпола и ватерполо клуба Југ, који је у самим почецима играјући и тренирајући на Данчама и у старој градској луци око двадесет пута био првак Југославије као и првак Европе. Интересантно је да Југ није изгубио ниједан трофеј двадесет година играјући на Данчама, до изградње базена у Гружу 1961. године. Традицију ватерпола на Данчама је наставила екипа аматерског ватерполо клуба Данче која је 2 пута освојила популарну дубровачку Дивљу лигу, аматерски шампионат дубровачких плажа. Њихову је традицију наставила екипа Шпиља '94 Данче која је 2002. и 2011. године освојила Дивљу лигу. У пролеће 2008. екипе Шпиља '94 Данче и Турчин Данче су формирале ватерполо удружење Данче.